# Heliport Bodanes
Heliport Bodanes – heliport zlokalizowany w Tórshavn, na Wyspach Owczych.